# Jean-Jacques Koffi Oi Koffi
Jean-Jacques Koffi Oi Koffi (Bongouanou, 22 marzo 1962) è un arcivescovo cattolico ivoriano, dall'8 aprile 2025 arcivescovo metropolita di Gagnoa.

## Biografia
È nato il 22 marzo 1962 a Bongouanou. 

### Formazione e ministero sacerdotale
Dopo aver frequentato il seminario è stato ordinato presbitero il 4 agosto 1990. Successivamente ha conseguito la licenza in diritto canonico presso la Pontificia Università Urbaniana di Roma.

### Ministero episcopale
Il 21 novembre 2003 papa Giovanni Paolo II lo ha nominato vescovo  di Abengourou. Ha ricevuto la consacrazione episcopale il 21 dicembre successivo nella cattedrale di Santa Teresa di Gesù Bambino dal vescovo emerito di Abengourou Bruno Kouamé, co-consacranti il nunzio apostolico in Costa d'Avorio Mario Zenari e il vescovo di Grand-Bassam Paul Dacoury-Tabley.
Il 3 gennaio 2009 papa Benedetto XVI lo ha nominato vescovo di San Pedro-en-Côte d'Ivoire.
Il 30 marzo 2006 e il 18 settembre 2014 è stato ricevuto in udienza papale durante la visita ad limina insieme agli altri vescovi ivoriani.
L'8 aprile 2025 papa Francesco lo ha promosso arcivescovo metropolita di Gagnoa, arcidiocesi di cui era già stato nominato amministratore apostolico dal 2023. Ha preso possesso il 17 maggio successivo.

## Genealogia episcopale
- Cardinale Scipione Rebiba
- Cardinale Giulio Antonio Santori
- Cardinale Scipione Rebiba
- Cardinale Giulio Antonio Santori
- Cardinale Girolamo Bernerio, O.P.
- Arcivescovo Galeazzo Sanvitale
- Cardinale Ludovico Ludovisi
- Cardinale Luigi Caetani
- Cardinale Ulderico Carpegna
- Cardinale Paluzzo Paluzzi Altieri degli Albertoni
- Papa Benedetto XIII
- Papa Benedetto XIV
- Papa Clemente XIII
- Cardinale Bernardino Giraud
- Cardinale Alessandro Mattei
- Cardinale Pietro Francesco Galleffi
- Cardinale Filippo de Angelis
- Cardinale Amilcare Malagola
- Cardinale Giovanni Tacci Porcelli
- Papa Giovanni XXIII
- Cardinale Bernard Yago
- Vescovo Bruno Kouamé
- Arcivescovo Jean-Jacques Koffi Oi Koffi